# Horizontaal gestuurd boren

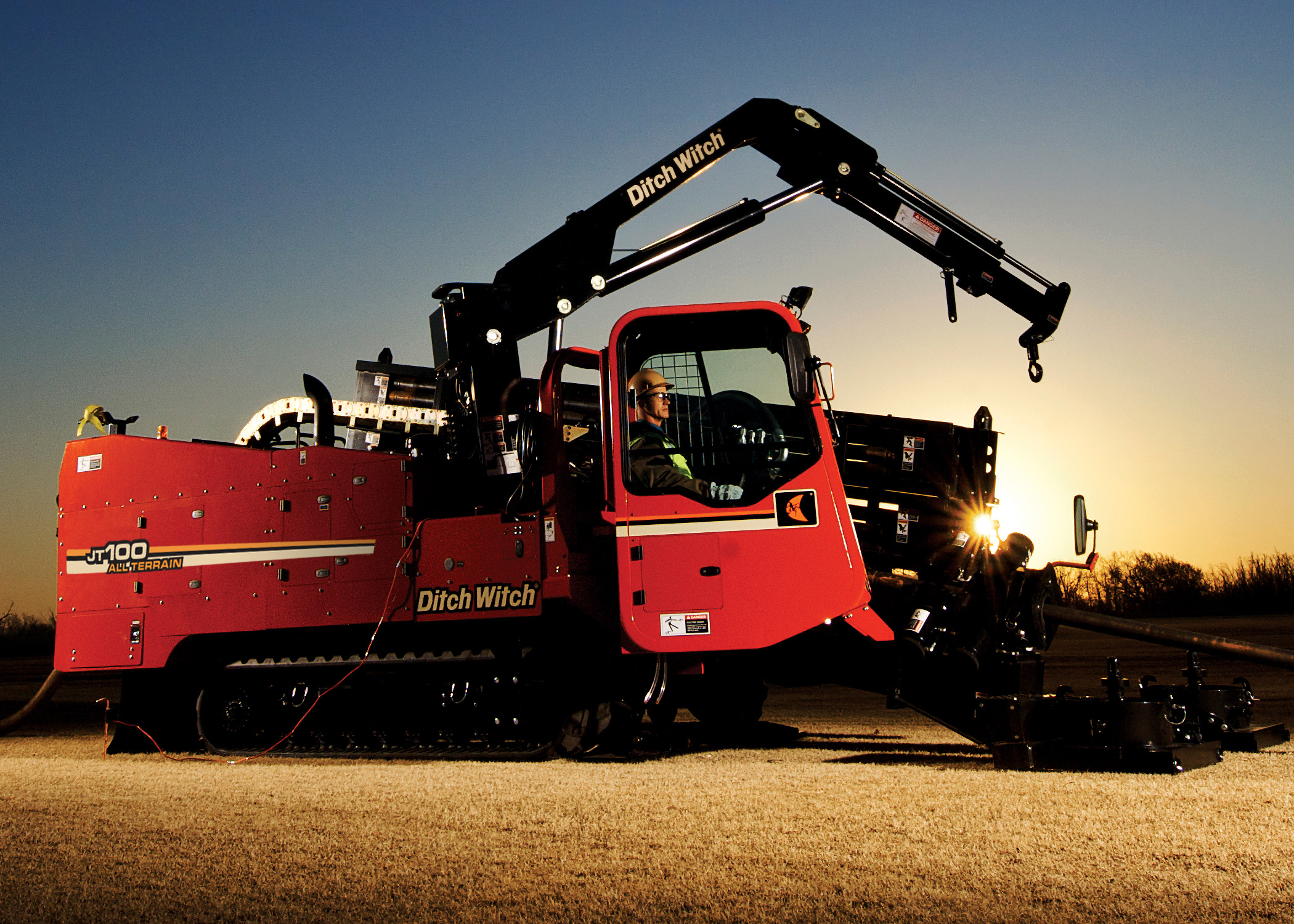
Gestuurde boring

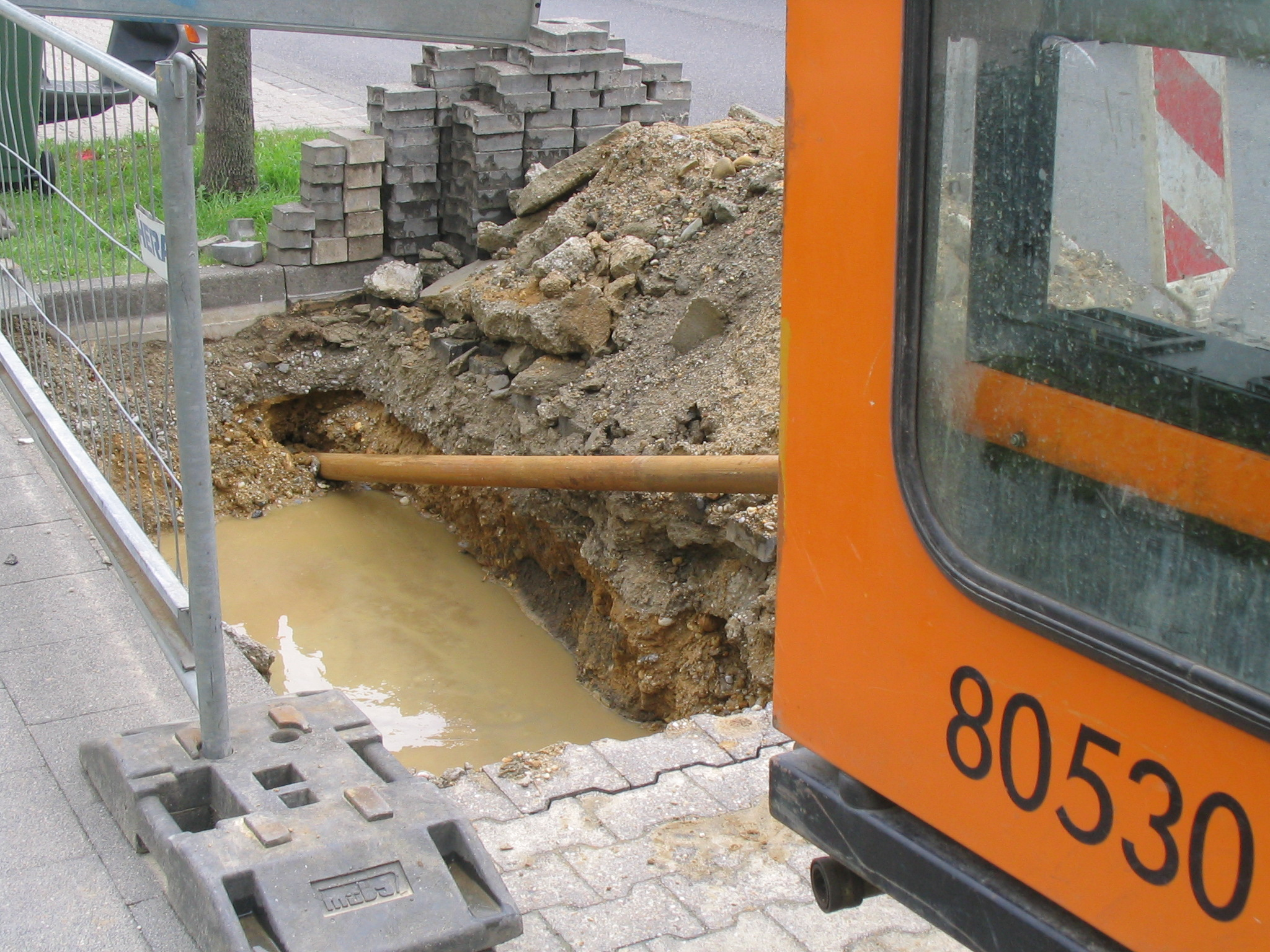
Begin van de boring

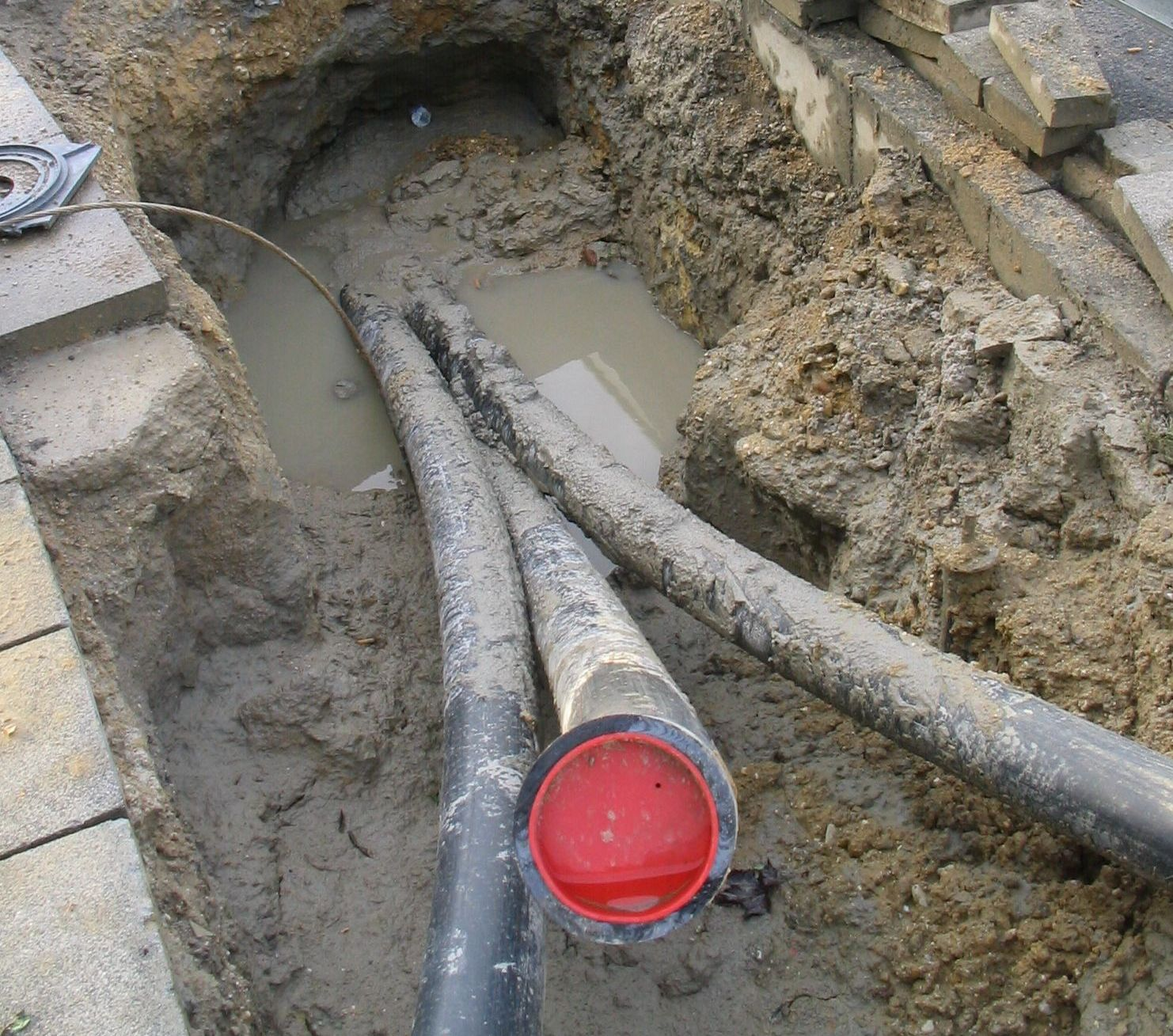
Einde van de boring

Horizontaal gestuurd boren of horizontal directional drilling (HDD) is een sleufloze techniek die gebruikt wordt voor de aanleg van ondergrondse infrastructuur.
De techniek is van oorsprong gebruikt in de olie-industrie, maar vanaf de jaren 70 werd het ook steeds meer ingezet om pijpleidingen onder rivieren, kanalen en grote wegen door te laten gaan. Vanaf de jaren 90 wordt HDD niet alleen meer voor aardgas- en aardolieleidingen gebruikt, maar ook bij de aanleg van waterleidingen, telecommunicatiekabels en elektriciteitskabels ingezet.

## Proces
Het HDD-proces bestaat normaliter uit drie fasen:
1. de pilotboring
2. het verruimen van het boorgat
3. het trekken van de productiepijp

### De pilotboring
Tijdens de pilotboring wordt de boorkop door een rig door de aarde geduwd. De boorkop is hol en wordt door een holle leiding vanaf de oppervlakte gevoed met bentoniet, dat het boorgat openhoudt en tegelijkertijd overtollige aarde afvoert. Hoewel het in Nederland door de relatief zachte grond niet nodig is, wordt er vaak ook nog een motor in de boorkop gezet, die extra kracht kan bieden tijdens het grondverruimend duwen. 
Het boorgat is gemiddeld 1,2 tot 1,5 keer zo groot als de boorkop. Dit komt door de overdruk waarmee de boorvloeistof uit de boorkop komt. De diameter van de boorkop varieert van 50 tot 150 millimeter. 

### Het verruimen van het boorgat
De tweede fase tijdens een HDD-boring is het verruimen van het boorgat. Als de boorkop een volledige boring heeft gedaan, wordt deze verwijderd van de buisleiding en vervangen door een ruimer. Deze wordt door de rig vervolgens teruggetrokken. Tijdens dit terugtrekken vergroot de ruimer het boorgat, terwijl hij tegelijkertijd een leiding achter zich aantrekt, die voorziet in boorvloeistof, om instorting van het gat te voorkomen. Dit ruimen kan, al naargelang de diameter van de productiepijp meermalen herhaald worden.

### Het trekken van de productiepijp
De laatste fase van het proces is het trekken van de productiepijp. Als de ruimer het boorgat voldoende vergroot heeft, wordt deze losgekoppeld van de buisleiding en vervangen door een laatste ruimer en de productiepijp, die in zijn geheel uitgelegd is. Een wartel tussen de ruimer en de pijp moet draaiing van de pijp voorkomen. Wanneer de pijp te licht is en te veel druk opvangt, kan er een ballastpijp in de productiepijp gelegd worden, die de druk verlaagt.

## Bouwplaats

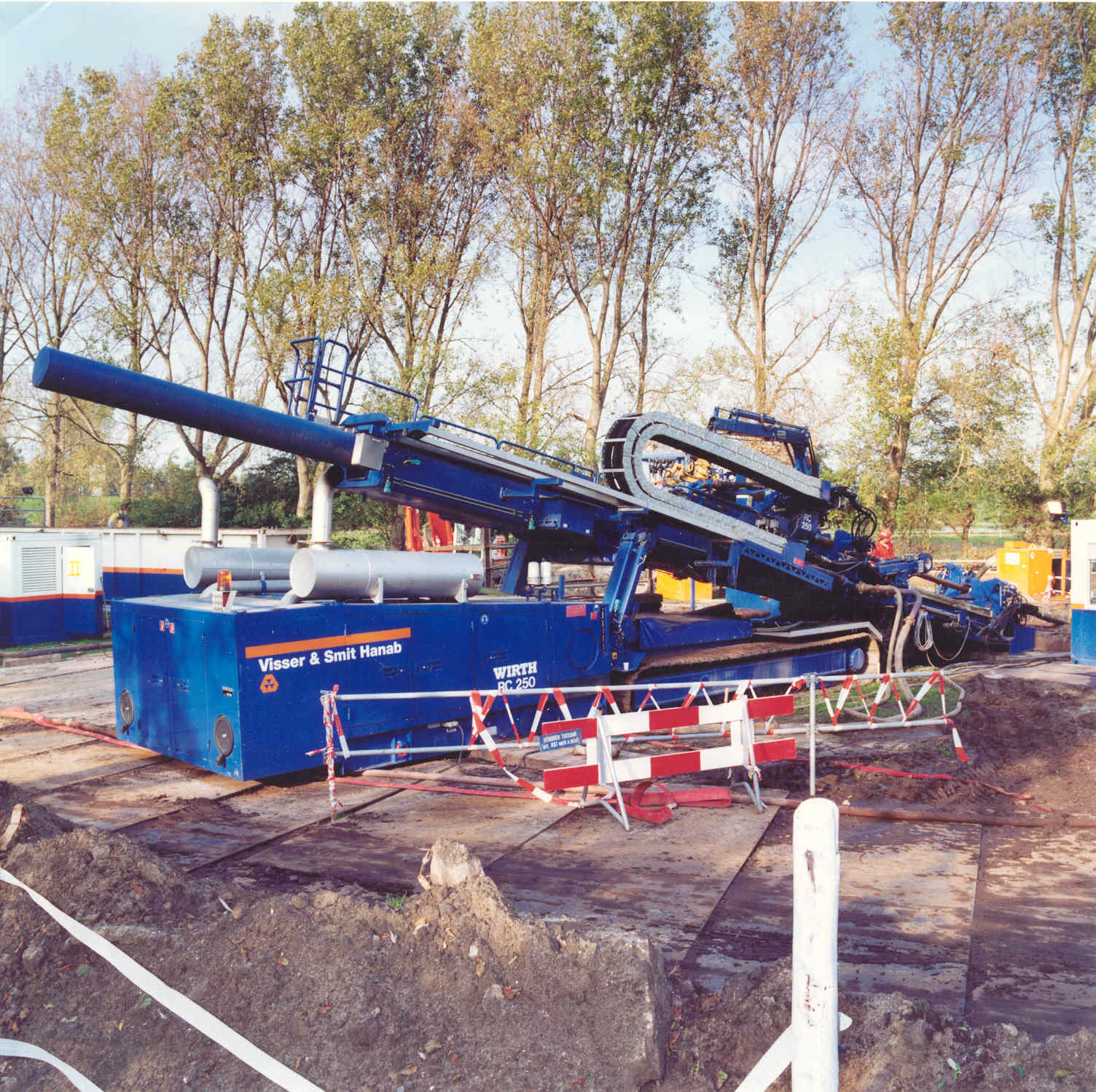
Rig voor HDD-boring

Een goed ingerichte bouwplaats kan de productietijd verkorten tot de minimaal benodigde tijd. Een HDD-boring heeft een begin- en een eindschacht. Bij de beginschacht staat altijd de 'rig' die de buisleiding de grond in perst. Ook staat hier de scheidingsinstallatie voor de boorvloeistof, waar de grond gescheiden wordt van de bentoniet, dat vervolgens weer hergebruikt kan worden. Bij de eindschacht ligt altijd de productiepijp klaar. Deze wordt voor het trekken al in elkaar gezet door middel van lassen. Hierna wordt hij op rollers gelegd, zodat hij soepel het boorgat ingetrokken kan worden.

## Besturing
Voor de besturing van een HDD-pijp wordt gebruikgemaakt van een simpel principe. Als er gestuurd moet worden tijdens de boring, wordt er een asymmetrische boorkop gebruikt. Zolang de pijp ronddraait, en de boorkop dus ook, gaat de boring in een rechte lijn. Als er gestuurd moet worden, wordt de boorkop in een bepaalde positie vastgezet en zo verder door de grond geperst. Door de asymmetrie zal hij de gevraagde kant op gaan.
Plaatsbepaling van de boorkop en buisleiding geschiedt door middel van een sturingstool gelijk achter de boorkop. Hierin zitten een aantal hellingmeters, om de helling van de boorkop te bepalen. Ook zit er een magnetometer in om het magnetische noorden te kunnen bepalen. Deze twee functies kunnen door de operator van de boor gebruikt worden om de locatie te bepalen. 
Een recente ontwikkeling is het optisch gyrokompas.